# Molokai-Langbeineule
Die Molokai-Langbeineule (Grallistrix geleches) ist eine ausgestorbene Eulenart, die auf der Insel Molokaʻi lebte. Sie war vermutlich, wie auch andere Vertreter der Gattung Grallistrix, ein tagaktiver Waldbewohner, der sich von Vögeln ernährte. Sie starb während des ersten Jahrtausends n. Chr. aus, als die Polynesier die hawaiianischen Inseln besiedelten.

## Merkmale
Die Molokai-Langbeineule erreichte in etwa die Größe eines Waldkauzes (Strix aluco) und gehörte zusammen mit der Kauai-Langbeineule (G. auceps) zu den größeren Arten ihrer Gattung. Sie verfügte über lange Beine mit für eine Eule dieser Größe außerordentlich kräftigen Krallen. Der Schädel war, wie auch bei anderen Angehörigen der Gattung, sehr schmal und lang; die Flügel hingegen waren eher kurz. Diese Morphologie ist möglicherweise der Anpassung an den waldreichen Lebensraum und den hohen Singvogelanteil in der Beute geschuldet. Ein ähnlicher Körperbau findet sich bei Vögel jagenden Waldbewohnern wie zum Beispiel den ebenfalls ausgestorbenen Maskarenen-Eulen (Mascarenotus). Die Skelettfunde deuten an, dass es bei dieser Art einen Sexualdimorphismus gegeben haben könnte, der von anderen Spezies der Gattung nicht bekannt ist.

## Lebensweise und Verbreitung

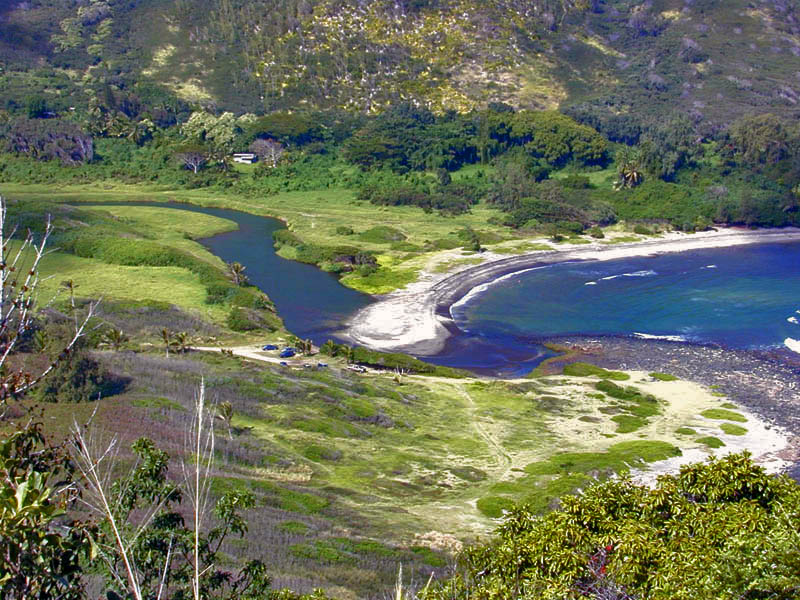
Strand am Ostende von Molokaʻi

Fossile Gewölle der Molokai-Langbeineule zeigen, dass sie sich von kleinen, tagaktiven Singvögeln wie Kleidervögeln (Drepanidinae) ernährte, die sie vermutlich bei Tag jagte. Als einziger Nicht-Singvogel findet sich nur das Lilliput-Sumpfhuhn (Porzana menehune). Der Fundort der Knochen und Gewölle in Sanddünen weist darauf hin, dass diese Vögel in der Küstenvegetation oder Dünenmulden gerastet haben; auch wird angenommen, dass sie Bodenbrüter waren.
Die bisherigen Fundorte beschränken sich auf Momooni und Illio Point auf Molokaʻi. Eine Verbreitung auch auf Maui wird zwar vermutet, da beide Inseln vor einer Million Jahren zusammen Maui Nui bildeten, sie konnte jedoch bisher nicht bestätigt werden. Die Molokai-Langbeineule starb wahrscheinlich im Zuge der Besiedlung Hawaiis durch die Polynesier im 1. Jahrtausend n. Chr. aus. Die eingeschleppten Schweine (Sus scrofa) und Ratten (Rattus exulans) waren sowohl Nahrungskonkurrenten als auch Fressfeinde, die Eier und Nestlinge erbeuteten.

## Systematik und Etymologie
Der wissenschaftliche Name der Art setzt sich aus Grallistrix („Eulen auf Stelzen“) und geleches (griechisch für „am Boden schlafend“) zusammen. Letzteres spielt auf den Fundort der Skelette in den Dünen hin, die als Ruheplätze vermutet werden.
Die Verwandtschaftsverhältnisse innerhalb der Gattung Grallistrix sind ungeklärt. Eine nähere Verwandtschaft zur morphologisch ähnlichen Kauai-Langbeineule ist wegen der großen Entfernung zwischen Molokaʻi und Kaua‘i unwahrscheinlich, zumal zwischen ihren Verbreitungsgebieten das der viel kleineren Oahu-Langbeineule (G. orion) lag.

## Verweise